# Chaetolauxania puncticeps
Chaetolauxania puncticeps är en tvåvingeart som beskrevs av Malloch 1929. Chaetolauxania puncticeps ingår i släktet Chaetolauxania och familjen lövflugor. Inga underarter finns listade i Catalogue of Life.